# بيتر هاوليك
بيتر هاوليك (بالألمانية: Peter Hawlik)‏ (13 أغسطس 1991 بفينر نويشتات في النمسا - ) هو لاعب كرة قدم نمساوي في مركز الوسط. لعب مع نادي ماترسبرغ.

## وصلات خارجية
- بيتر هاوليك على موقع قاعدة بيانات كرة القدم.إي يو (الإنجليزية)
- بيتر هاوليك على موقع Soccerway.com (الإنجليزية)
- بيتر هاوليك على موقع عالم كرة القدم.نت (الإنجليزية)